# Las ferias de Gante
Las fiestas de Gante (en Bélgica) (en neerlandés: De gentse feesten) se celebran cada año en el centro de la ciudad y son unas de las fiestas populares más grandes de Europa. Empiezan el sábado antes del 21 de julio (la fiesta nacional de Bélgica) y duran 10 días, hasta el segundo lunes.
Empiezan a las dos de la tarde con un cortejo oficial en el que participan todos los artistas de las ferias. Después de esta apertura oficial se corta el tráfico y el centro queda reservado exclusivamente para los peatones durante los 10 días que duran las ferias. Dispersado por el centro de Gante se puede encontrar artistas callejeros, acróbatas, músicos y mucho más. El último día, ‘el día de los monederos vacíos’, hay una procesión en la que figuran los ‘stroppendragers’ (los portadores de soga) con una soga en blanco y negro (los colores principales del escudo de Gante). 
‘Stroppendragers’ (los portadores de soga) es un apodo para los habitantes de Gante porque en 1539 Carlos I de España (Carlos V) les obligó a llevar una cuerda, ya que se habían opuesto a pagar los impuestos de guerra. Hoy en día la soga sigue existiendo como símbolo de resistencia contra opresores.

## El día de los monederos vacíos

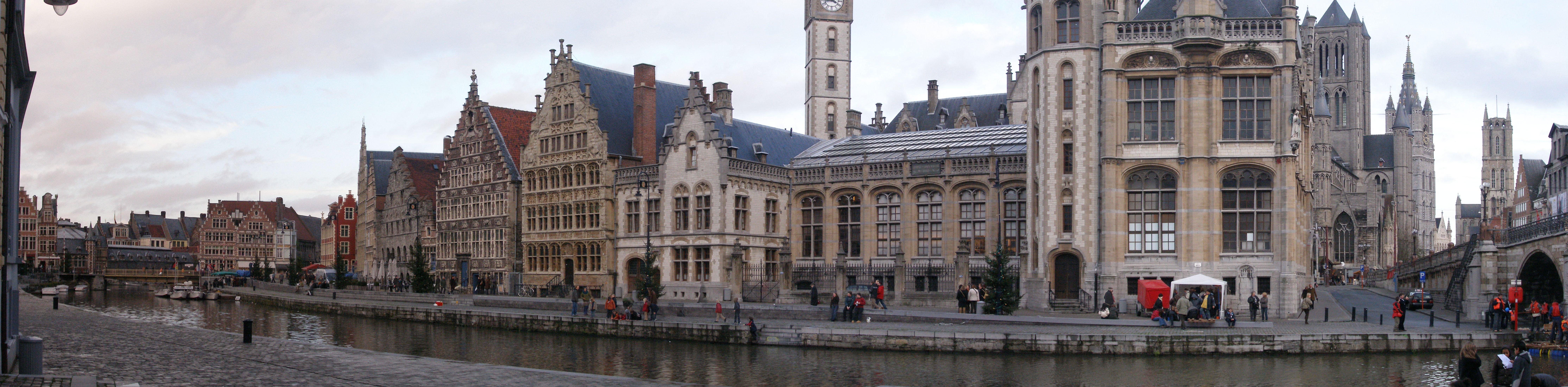
De Graslei.

El último día de las ferias de Gante se llama ‘el día de los monederos vacíos’ porque después de nueve días de fiesta, las carteras estarán vacías, sin duda. Este día hay un mercado en ‘de Graslei’ en el que se distribuyen 15.000 monederos vacíos entre la gente que compra algo. El mercado de los monederos vacíos fue creado en 1961 y hasta ahora siempre ha tenido mucho éxito.

## Historia
Las primeras ferias de Gante se celebraron en 1843, porque en este año el gobierno de la ciudad decidió reunir todas las fiestas que ya se celebraban en Gante. Las primeras ferias no se celebraron en el centro de la ciudad, sino en Sint-Denijs-Westrem, un barrio de Gante, donde hoy está la ‘Expo’. A principios del siglo XX, las ferias se trasladaron hacia el centro. 
Las ferias tuvieron mucho éxito hasta la Segunda Guerra Mundial. Después de esta guerra, la gente de Gante tenía otros intereses y no se quedaba durante las ferias; hasta que en los años 60, algunos actualizaron el concepto de las ferias. Por eso, se considera el año 1969 como el nuevo inicio de las ferias de Gante. Paulatinamente, la gente volvió a interesarse por dicha festividad.
En los años 70 y 80, las ferias siguieron creciendo. Miles de interesados se desplazaban hasta Gante para disfrutar del ambiente. En esta época, fueron consideradas ‘Bierfeesten’ (fiestas de la cerveza). Tan sólo en los años 90, el gobierno de la ciudad decidió mejorar la imagen de las ferias elevando el nivel cultural.

## Festivales dentro de las ferias
Dentro de las ferias de Gante, se puede disfrutar de muchos festivales como Polé Polé, Ten Days Off, MiramirO, el festival de Jazz, Boomtown y muchos más.

### El festival Polé Polé

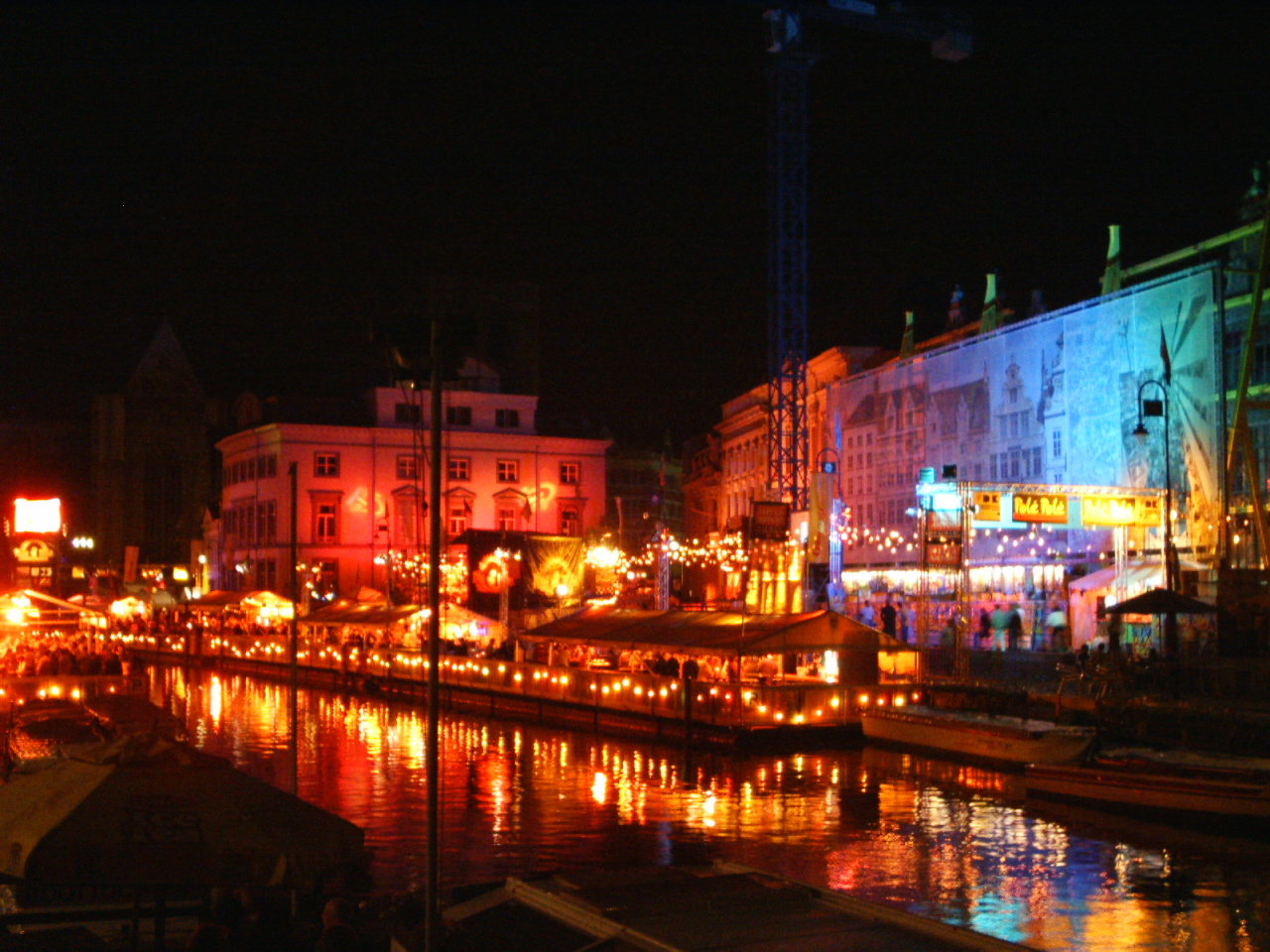
El festival Polé Polé en 2004.

En el festival Polé Polé se puede disfrutar de música mundial en directo (sobre todo de música suramericana) en ‘de Graslei’ y ‘de Korenlei’. El festival atrae a mucha gente, no sólo gracias a la música, sino también gracias al ambiente veraniego y a los cócteles que se venden en la calle. Grandes artistas como Sean Kingston (EE. UU.), Los De Abajo y Los Aguas Aguas (México), Discípulos De Otilia (España), Manimal (Brasil), Qué Bueno son (República Dominicana) y muchos más ya han actuado en este festival en el escenario impresionante que se construye arriba del río Lys.

### Ten Days Off
En ‘de Vooruit’, el centro de las artes de Gante, se celebra Ten Days Off, que es un festival de música electrónica. El festival empezó como ‘Ten Days of Techno’, pero se desarrolló hasta convertirse en un festival de música house, techno, disco,… En ‘de Vooruit’ se puede encontrar a artistas como Tocadisco (Alemania), Dada Life (Suecia), Dr. Lektroluv (Bélgica), Ricardo Tobar (Chile),… En resumen, durante Ten Days Off se puede disfrutar de todos los estilos de música que se pueden encontrar hoy en día en las discotecas. 

### Festival internacional de Teatro Callejero: MiramirO
Durante las ferias se puede encontrar a todo tipo de artistas profesionales dispersados por la ciudad. El festival MiramirO pertenece a los mejores festivales de teatro callejero de Europa y ofrece espectáculos nuevos y maravillosos.

### Festival de Jazz
El Festival de Jazz, el antiguo Blue Note Records Festival, se celebró en 'het Gravensteen' pero ahora se ha trasladado a ‘de Bijloke’. En el festival de Jazz ya han actuado artistas como BB King (EE. UU.), Gabriel Rios (Bélgica), Erykah Badu (EE. UU.), Sergio Mendes (Brasil), Vaya con Dios (Bélgica) y Buscemi (Bélgica).

### Boomtown
Boomtown es un festival que pone todo el énfasis en la combinación del arte de vídeo y de música. En Boomtown, todo gira en torno a la música pop y rock de artistas como Sean Lennon (EE. UU.), Billie King (Bélgica), Discobar Galaxy (Bélgica), Hermano (EE. UU.) y muchos más. Desde 2009, el festival tiene lugar al aire libre en ‘de Kouter’ y dentro de ‘de Handelsbeurs’ (un edificio situado en la plaza ‘de Kouter’).

### Ground Zero Festival
Ground Zero Festival (2009) es un festival de Jazz e música mundial e música electrónica de nuevos artistas profesionales en Damberd (Korenmarkt). 